# The Big Revival
| Оценки критиков | Оценки критиков |
| Источник        | Оценка          |
| --------------- | --------------- |
| AllMusic        | [ 1 ]           |
| Billboard       | [ 2 ]           |
| Newsday         | B+              |
| Rolling Stone   | [ 4 ]           |

The Big Revival — шестнадцатый студийный альбом американского кантри-певца Кенни Чесни, выпущенный 23 сентября 2014 года на лейбле Blue Chair, Columbia Nashville. Альбом стал золотым по данным RIAA.

## Об альбоме
Релиз диска состоялся 23 сентября 2014 года на лейбле Blue Chair, Columbia Nashville.
Альбом дебютировал на первом месте американского кантри хит-парада Top Country Albums и на позиции № 2 в мультжанровом чарте Billboard 200.
Это его 10-й чарттоппер в хит-параде музыки кантри. Чесни был на позиции № 1 в Top Country Albums с альбомами Life on a Rock (2013), Welcome to the Fishbowl (2012 и № 2 в B200), Hemingway’s Whiskey (2010 и № 1 в B200), Lucky Old Sun (2008 и № 1 в B200), Just Who I Am: Poets & Pirates (2007 и № 3), The Road and the Radio (2005 и № 1 в B200), Be As You Are (Songs From an Old Blue Chair) (2005 и № 1 в B200), When the Sun Goes Down (2004 и № 1 в B200) и No Shirt, No Shoes, No Problems (2002 и № 1 в B200).

## Отзывы
Альбом получил положительные и смешанные отзывы музыкальных критиков и интернет-изданий: Billboard, Allmusic.
Стивен Томас Эрлевайн пишет для AllMusic, что «Чесни переосмыслил свои основные сильные стороны, и в итоге получилась его лучшая пластинка за последние годы». Ник Мюррей пишет для Rolling Stone, что Чесни «постоянно привносит чувство музыкальной энергии и эмоциональной остроты, которых иногда не хватало его предыдущим спокойным альбомам». От имени Billboard Мелинда Ньюман предвидит, что «The Big Revival подаст своей верной пастве щедрую порцию спасения кантри со всей беззаботностью длинных праздничных выходных». Гленн Гамбоа из Newsday провозглашает альбом «большой палаткой, в которой собраны будущие хиты, прославляющие обычных людей, которые стоят друг за друга».

## Список композиций
| №   | Название                           | Автор(ы)                                      | Длительность |
| --- | ---------------------------------- | --------------------------------------------- | ------------ |
| 1.  | «The Big Revival»                  | Dennis Linde                                  | 3:11         |
| 2.  | «Drink It Up»                      | Rodney Clawson Vicky McGehee David Lee Murphy | 2:47         |
| 3.  | «Til It’s Gone»                    | Clawson Murphy Jimmy Yeary                    | 4:11         |
| 4.  | «American Kids»                    | Clawson Shane McAnally Luke Laird             | 3:02         |
| 5.  | «Wild Child» (дуэт с Grace Potter) | Kenny Chesney McAnally Josh Osborne           | 3:09         |
| 6.  | «Beer Can Chicken»                 | Chesney Ross Copperman Murphy                 | 4:07         |
| 7.  | «Rock Bottom»                      | Craig Wiseman Matt Dragstrem                  | 3:41         |
| 8.  | «Don't It»                         | Brent Cobb Chase McGill                       | 3:16         |
| 9.  | «Save It for a Rainy Day»          | Andrew Dorff Matthew Ramsey Brad Tursi        | 3:02         |
| 10. | «Flora-Bama»                       | Chesney Copperman Murphy                      | 4:31         |
| 11. | «If This Bus Could Talk»           | Chesney Tom Douglas                           | 4:52         |

## Позиции в чартах

### Альбом
| Чарт (2014—2015)                   | Высшая позиция |
| ---------------------------------- | -------------- |
| Австралия (ARIA)                   | 31             |
| Канада (Canadian Albums Chart)     | 6              |
| США (Billboard 200)                | 2              |
| США (Billboard Top Country Albums) | 1              |

### Итоговые годовые чарты
| Чарт (2014)                       | Позиция |
| --------------------------------- | ------- |
| US Billboard 200                  | 72      |
| US Top Country Albums (Billboard) | 13      |

| Чарт (2015)                    | Позиция |
| ------------------------------ | ------- |
| Billboard 200                  | 84      |
| Top Country Albums (Billboard) | 18      |

### Синглы
| Год  | Сингл                     | Высшая позиция | Высшая позиция     | Высшая позиция | Высшая позиция | Высшая позиция | Сертификации   |
| Год  | Сингл                     | US Country     | US Country Airplay | US             | CAN Country    | CAN            | Сертификации   |
| ---- | ------------------------- | -------------- | ------------------ | -------------- | -------------- | -------------- | -------------- |
| 2014 | «American Kids»           | 2              | 1                  | 23             | 1              | 27             | - US: Platinum |
| 2014 | «Til It’s Gone»           | 8              | 1                  | 60             | 1              | 75             |                |
| 2015 | «Wild Child»              | 9              | 1                  | 56             | 3              | 69             |                |
| 2015 | «Save It for a Rainy Day» | 4              | 1                  | 54             | 1              | 61             |                |

## Сертификации
| Регион                                                                      | Сертификация | Продажи   |
| --------------------------------------------------------------------------- | ------------ | --------- |
| США (RIAA)                                                                  | Платиновый   | 1 000 000 |
| Данные о продажах + прослушиваниях приведены только на основе сертификации. |              |           |